# Ford Racing
Ford Racing è un videogioco automobilistico per PlayStation e computer, pubblicato dalla Take-Two Interactive nel 2000-2001. Il gioco contiene 12 automobili, come dice il nome tutte della casa automobilistica Ford, provenienti dai mercati del Nordamerica e dell'Europa, e 12 tracciati giocabili. La modalità di gioco è quella cosiddetta "carriera", che prevede molti tipi diversi di gare e di prove d'abilità, oltre che differenti elaborazioni applicabili sulle auto.

## Elaborazioni disponibili
Durante la modalità campionato, si potranno inserire degli aggiornamenti alle automobili composti da determinati pezzi supplementari. Durante le prime fasi di gioco parecchi pezzi non saranno ancora disponibili, ma verranno sbloccati vincendo via via i vari campionati e altre prove.
- Pneumatici morbidi: Questi pneumatici sono più morbidi rispetto al normale. Hanno migliori risultati su strada, ma devono essere cambiati dopo ogni gara.
- Pneumatici da qualifica: Questi pneumatici sono ancora più soffici di quelli morbidi, ma possono essere usati soltanto durante il periodo di qualifica e devono essere cambiati dopo ogni gara.
- Aggiornamento dell'aerodinamica: Questo aggiornamento permette di regolare la resistenza frontale e posteriore della tua vettura, producendo differenti effetti. Con la GT-90, ad esempio, l'accelerazione è più alta se il livello di forza è impostato su livelli alti, ma senza sostanziali aumenti di velocità sui tracciati.
- Aggiornamento delle sospensioni: Questo aggiornamento permette di impostare alcuni parametri sulle tue sospensioni.
- Aggiornamento della trasmissione: Questo aggiornamento permette di impostare il rapporto del cambio su auto con alte velocità, come nella Mustang e nella GT-90; il rapporto del cambio deve essere mantenuto su alti livelli di velocità per aumentare l'accelerazione, ma senza sostanziali effetti sulla velocità.
- Aggiornamento dei freni: Questo aggiornamento permette di regolare la forza frenante fra il freno anteriore e quello posteriore.
- Aumento della potenza del motore: Questa elaborazione aumenta i cavalli  disposizione del motore.
- Motore da corsa: Questo motore ha un maggior numero di cavalli rispetto al precedente, anche rispetto al motore standard elaborato. Deve prima essere installato l'aumento della potenza del motore per poter installare questo aggiornamento.
- Motore da Qualifica: Questo motore ha una potenza ancora maggiore rispetto ai precedenti, motore da corsa compreso, ma può essere usato soltanto durante il periodo di qualifica e deve essere aggiornato dopo ogni gara. Tale elaborazione è disponibile solo dopo aver montato il motore da corsa.
- Riduzione peso Parte 1: Riduce il peso dell'auto.
- Riduzione peso Parte 2: Riduce ulteriormente il peso, ma è disponibile solo dopo aver installato la parte 1.

## Premi
Per ogni campionato vinto, dopo la stagione Escort, il giocatore verrà premiato con una "Black Car". Le "Black Car" sono auto speciali con caratteristiche migliori rispetto alle altre, tra le quali minor peso e maggiore potenza.